# 테라드라이브

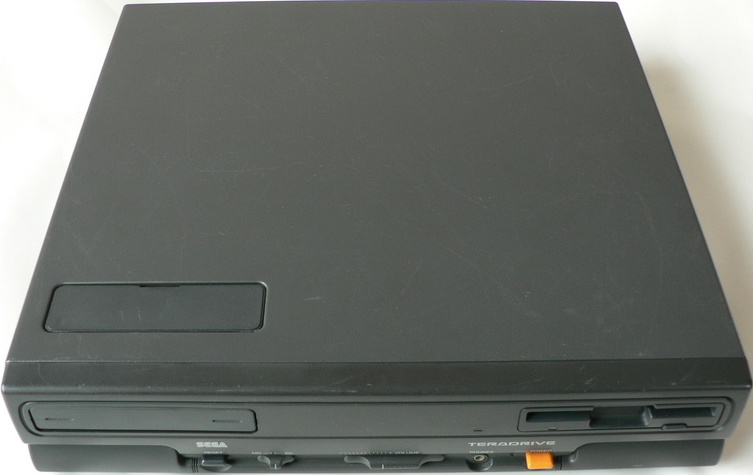
테라 드라이브

테라드라이브(TeraDrive, 일본어: テラドライブ 데라도라이부[*])는 세가에서 개발한 가정용 게임기가 복합된 16비트 개인용 컴퓨터로서, 1991년 5월 출시되었다.

## 개요
과거부터 게임기보다는 가정용 컴퓨터에 많은 관심을 보였던 세가는 1988년 10월 일본 최초의 16비트 가정용 게임기 메가 드라이브의 성공에 힘입어 개인용 컴퓨터와 가정용 게임기를 결합한 하드웨어를 IBM과 공동으로 개발, 테라 드라이브를 출시하였다.
PC플랫폼은 당시 서서히 세계를 장악해가고 있던 IBM PC/AT 규격을 채택하고 도스 시스템의 일부를 ROM으로 동작시키는 방식을 채용하는 등 상당히 선진적인 시도가 이루어졌다. PC 부팅 시에도 독자적인 운영 체제를 실행시켜 그 안에서 파일 탐색, 실행, 디스크 복사, 포맷 등 기본적인 PC의 기능을 수행할 수 있도록 했다.

## 하드웨어 특징
- 전반적으로 사용된 부품들은 당시 IBM 서버에 사용되던 고급 부품들이었으며, 중화민국산이 아닌 일본산 및 미국산 부품들이 사용되었으며 기판의 로고 및 작은 숫자까지 모두 실크 인쇄 처리를 했다.
- PC를 부팅시키면 ROM에 내장된 도스로 부팅되고 역시 ROM에 내장된 전용 그래픽 인터페이스가 구동된다. 이 그래픽 인터페이스를 통해 파일의 탐색, 실행, 편집, 디스크 포맷 및 복사, 각종 설정 등을 수행할 수 있다.
- 테라 드라이브의 키보드는 IBM에서 제작되었으며, 당시의 IBM 서버용 키보드와 동일한 제품이었다. 전용 모니터 또한 14인치 CRT임에도 불구하고 기본적으로 15/32KHz 업다운 스캔이 지원되었다.
- 메가 드라이브의 기능을 담당하는 68000 CPU가 메가 드라이브에 탑재된 7.6MHz 버전보다 빠른 도시바 10MHz(TMP-68HC000N-10)여서, 메가 드라이브보다 빠른 속도와 깨끗한 화질로 게임을 즐길 수 있었다.

## 문제점
테라드라이브는 하드웨어적인 완성도가 뛰어났음에도 불구하고 다음과 같은 문제점을 안고 있었고, 결국 큰 호응을 얻지 못하고 단종되었다.
- 출시 당시 이미 PC 시장의 흐름이 286에서 386으로 넘어가 있었음에도 불구하고 제조 원가 등의 문제로 386이 아닌 286 CPU를 채용했다. 그나마도 채용된 CPU는 AMD의 N80L286으로 동작 클럭수는 80286의 주류였던 16MHz가 아닌 10MHz였다.
- CPU가 소켓 방식이 아닌 메인보드에 납땜 되어 있는 온보드 CPU로 업그레이드가 불가능하였으며, 메인 메모리도 2.5MB가 인식 한계 수치였다.
- 탑재된 ISA 슬롯에는 12V가 공급되지 않아 사운드 블라스터 등의 주변기기를 사용할 수 없었다. 메인보드에 탑재된 야마하 YM3438 FM 음원칩은 메가 드라이브에서만 동작하며 PC 모드에서는 사용할 수 없었다.
- 하드디스크는 IBM 서버에 탑재된 것과 동일한 품질의 제품이었으나 IBM PS/2 PC 전용의 독자 규격 인터페이스인 IBM-Jr 44핀 규격을 채용, 하드디스크의 호환성이 전혀 없었다.
- ROM에 내장된 DOS가 하드디스크 호환성에 심각한 문제가 있었던 IBM-DOS 4.0 버전이며, ROM에서는 일본어를 지원하지 않기 때문에 일본어 프로그램을 사용하기 위해서는 ROM으로 DOS를 일단 띄운 후 다시 하드디스크에 있는 DOS/V를 구동시켜야 하는 복잡한 방식이었다.
- PC를 구동하는 가운데 메가드라이브 게임을 구동시키는 방식이 아닌, 전면의 전환 스위치를 이용해 PC와 메가드라이브를 전환하는 방식으로서 2대의 하드웨어를 하나로 합쳐 조립한 수준에 불과하였다.

## 참고 자료
- 일본 버블 시대가 낳았던 괴(怪)컴퓨터 '세가 테라 드라이브'[깨진 링크(과거 내용 찾기)], 전자신문 2007년 5월 31일자

## 같이 보기
- 메가 드라이브
- 세가
- IBM
- DOS